# Présidence d'Oscar Temaru
4e
président de la Polynésie française
Présidence de Gaston Tong Sang Présidence de Gaston Flosse
La présidence d'Oscar Temaru fait référence aux cinq mandats d'Oscar Temaru en tant que président de la Polynésie française, en 2004, de 2005 à 2006, de 2007 à 2008, en 2009 et de 2011 à 2013, sous la bannière du Tavini huiraatira.

## Biographie
Né à Faaa dans une famille modeste de confession catholique, d'un père tahitien et d'une mère originaire d'Atiu, dans les îles Cook, il suit un parcours scolaire habituel.
En 1960, alors âgé de 16 ans, il s'engage dans la Marine nationale française et se retrouve une année plus tard en Algérie. Il déclare que son séjour dans ce pays, alors en pleine guerre, le marque fortement, notamment le comportement de certains militaires et civils français vis-à-vis des indigènes algériens.
En 1972, de retour à Tahiti, il intègre le service des douanes.

### Début en politique
Après s'être présenté en mars 1977 aux élections municipales de Faaa, élections qu'il perd, il décide de créer son propre parti politique pour défendre ses propres idées. C'est ainsi que le 20 avril 1977, le Front de libération de la Polynésie est créé. Ce parti est avant tout indépendantiste. En 1986, il décide de changer le nom de son parti, il sera dorénavant le Tāvini Huira’atira nō te Ao Mā’ohi-FLP (Servir le peuple du pays ma'ohi), représenté par un drapeau bleu-blanc-bleu avec en son centre cinq étoiles de couleur or rappelant les cinq archipels de Polynésie française.
Après plusieurs élections aux résultats quasi insignifiants pour le parti d'Oscar Temaru, il accède le 13 mars 1983 au siège de maire de la ville de Faaa. Il fait enlever le drapeau français et le buste de Marianne lors de son serment d'investiture.
Depuis 1984, année où Gaston Flosse, fondateur du Rassemblement du peuple (Tahoera'a Huiraatira), devient président du gouvernement du territoire, ces deux hommes deviennent les figures opposées du paysage politique polynésien. Adversaires politiques sur la place publique, ils entretiennent néanmoins dans la vie privée une relation cordiale. Alors que, élection après élection, le parti d’Oscar Temaru gagne des points en cristallisant le vote des opposants à Gaston Flosse, celui-ci reste indétrônable de son siège de président.
Lorsqu'en 1995, Jacques Chirac décide de reprendre une dernière fois les essais nucléaires à Moruroa, Oscar Temaru saisit l'occasion des manifestations contre les essais pour occuper le devant de la scène.
En 1996, il décide de changer son message d'indépendance. Jusque-là, il voulait une indépendance totale et un retrait immédiat de la France. Son message change, pour accepter une indépendance progressive. Vers la même époque, Gaston Flosse penche de plus en plus vers une autonomie accrue de la Polynésie française.
La politique de Gaston Flosse est de plus en plus critiquée et le parti d'Oscar Temaru allié avec diverses formations de gauche (pas toutes indépendantistes), gagne de plus en plus de voix. Oscar Temaru lance alors un nouveau slogan, Le changement (Taui). Ce changement se veut être celui qui doit être fait à la tête de la présidence du territoire en accord avec le parti socialiste et diverses formations indépendantistes, écologistes et de gauches.

### Présidence de la Polynésie française

#### Premier mandat et début de l'instabilité
À la surprise générale, il remporte les élections du 23 mai 2004 où il est à la tête d'une liste d'alliance, l'Union pour la démocratie (UPLD), qui rassemble plusieurs partis unis contre Gaston Flosse. Oscar Temaru est élu président de la Polynésie française le 30 juin 2004. Le gouvernement d'Oscar Temaru malgré toutes ses actions en faveur des plus démunis, est critiqué par ses adversaires soutenus par les médias[réf. nécessaire].
Ayant gagné les élections de justesse, la majorité à l'Assemblée est fragile et il suffit que le conseiller territorial Noa Tetuanui change de camp pour permettre à Gaston Flosse de déposer une motion de censure. Cette dernière est votée le 9 octobre. le gouvernement d'Oscar Temaru est alors contraint à la démission. Réélu par l'Assemblée, Gaston Flosse réintègre son siège de président du Pays.
Cette défection est vécue par les partisans d'Oscar Temaru comme une trahison, un vol du vote populaire. Des manifestations de protestation sont organisées, des barrages bloquent les services territoriaux, et les militants soutenant Oscar Temaru et l'UPLD appellent à la dissolution de l'assemblée territoriale. Le soutien que le gouvernement français porte à Gaston Flosse est ressenti par certains comme une « pratique colonialiste ». Ainsi, Jean-Marc Regnault, maître de conférences à l'université de la Polynésie française, démonte les mécanismes qui ont permis à Gaston Flosse de revenir au pouvoir. « Comment la France peut-elle prétendre donner des leçons de démocratie au monde entier et ne pas la respecter chez elle ? », demande le député UMP Dominique Paillé[réf. nécessaire]. Le débat remonte jusqu'à l'Assemblée nationale et s'intègre au jeu politique qui oppose l'UMP et le PS, les deux grandes formations politiques nationales.
Alors que certains membres du parti d'Oscar Temaru désirent déclencher une grève générale et un blocage de l'île, ce dernier préfère une solution plus pacifique. C'est ainsi qu'il décide d'entamer, le 25 octobre, un jeûne dans l'enceinte de la présidence, avec pour espoir de contraindre Jacques Chirac à dissoudre l'Assemblée, pour qu'ainsi aient lieu de nouvelles élections. Attente vaine, seuls les représentants des îles du Vent (Tahiti et Moorea), où la liste UPLD est sortie en tête, verront leur mandat annulé. Des élections partielles organisées le 13 février 2005 confirmeront le succès de l'UPLD (47 % des suffrages) devant le Tahoeraa huiraatira (40 %) et l'ADN (11 %).

#### 2005-2006: deuxième mandat
Avec 28 représentants, auxquels s'ajoute la 29e voix de Jean-Alain Frebault, transfuge du parti orange, Oscar Temaru est réélu président de la Polynésie française le 3 mars 2005 à la majorité absolue par 29 voix contre 26. 
En février 2006, Oscar Temaru, le « président de Tahiti Nui » comme il veut se faire appeler, tient des propos indépendantistes lors de ses différents voyages à Hollywood et aux Îles Cook. La Haut-Commissaire lui rappelle qu'il « n'est pas mandaté pour parler d'indépendance en terre étrangère ». Le mois suivant, il reparle d'indépendance à l'occasion d'une visite aux Îles Australes et la représentante de l'État rappelle à l'ordre le président [réf. nécessaire].
À la veille de l’arrivée de François Baroin, il convoque la presse au cimetière de l’Uranie et à la stèle de Faaa et déclare que « la Polynésie était devenue française par le sang et par la loi du plus fort ». Il tient, par cette intervention, à « rafraîchir la mémoire des ancêtres morts pour (notre) pays ». À l'occasion de la venue du ministre de l'Outre-Mer, il remet à François Baroin les « accords de Tahiti Nui ». Hiro Tefaarere, ministre des Petites et moyennes entreprises et de l'Énergie, « las des tergiversations » du président, donne sa démission. En avril, deux autres ministres démissionnent : Émile Vernaudon, ministre des Postes et Télécommunications, qui est rejoint quelques jours plus tard par Natacha Taurua, ministre de l'Artisanat.
En juin, il rencontre Ségolène Royal à Poitiers, à l'occasion de la fête de la musique. Ségolène Royal affirme « croire profondément que, sous nos latitudes respectives, nous partageons l'essentiel : le rejet de l'arrogance dans l'exercice des responsabilités publiques, une certaine idée de la morale publique, le refus de la soumission aux conformismes de la pensée ». Cette dernière reçoit le soutien d'Oscar Temaru pour l'élection présidentielle de 2007, avant même qu'elle ne soit désignée par le Parti socialiste comme candidate officielle [réf. nécessaire]. Quelques jours plus tard, il ne rencontre pas le président Jacques Chirac à l'Élysée, mais participe en revanche au sommet France-Océanie, où il aborde à nouveau la question de l'indépendance. Jacques Chirac déclare : « Je n'ai pas le sentiment que la majorité des Polynésiens souhaite l'indépendance » [réf. nécessaire].
Le 4 juillet, Oscar Temaru organise une grande fête dans les jardins de la Présidence pour célébrer la fête de l'indépendance américaine. En revanche, le 14 juillet, il préfère le Luxembourg et la Suède aux festivités militaires de la fête nationale française. Une nouvelle polémique naît autour des déclarations d'Oscar Temaru qui, dès son retour du Luxembourg, prône l'indépendance au festival de la Jeunesse [réf. nécessaire].
En août, le budget est adopté après vingt-quatre heures de débat. Oscar Temaru se rend aux obsèques de la reine māori en Nouvelle-Zélande. À son retour, il se rend aux Îles Marquises où il déclare qu'il préfère Hiva Oa à Nuku Hiva pour la construction d'un aéroport international. Lors de l'inauguration de la foire agricole en septembre, Oscar Temaru critique le système éducatif, qui ne produit que « des crétins et des chômeurs » et encourage les jeunes polynésiens à apprendre à pêcher et à planter. Une intense polémique s'ensuit, certains réclament sa démission.
À l'ouverture de la session budgétaire, Oscar Temaru dresse un bilan positif de l'action de son gouvernement, mais son discours ne convainc pas, même des élus de la majorité [réf. nécessaire].
Le président suscite à nouveau une vive polémique dans le pays en déclarant en tahitien lors d'une interview avec des journalistes de RFO Radio le vendredi 22 septembre 2006 : « La première question est de savoir quel est le vrai nom de ce pays, certains disent que c'est la Polynésie française. Faites attention, cela signifie que notre pays sera envahi de bons à rien et de détritus de toute espèce. Demain, nos enfants seront privés de travail et leur vie sera difficile. Par contre, le nom de Tahiti Nui signifiera que ce pays nous appartient. » Ces propos créent la polémique et sont repris par la presse d'autant plus qu'Oscar Temaru, en 1997, avait déjà lors d'une interview à un journal néo-zélandais affirmé que « ces gens sont pires que le calcivirus. Ils prennent nos emplois, ils achètent nos terres, ils prennent nos femmes. »

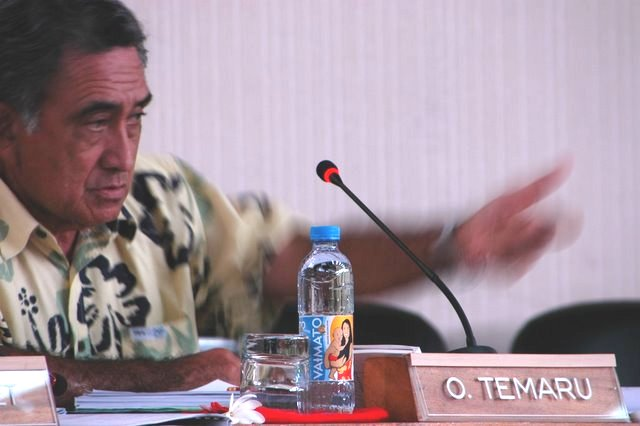
Oscar Temaru à l'Assemblée de la Polynésie française.

À la recherche de recettes fiscales, le gouvernement d'Oscar Temaru décide en octobre de supprimer les exonérations douanières dont bénéficiait l'armée. Au forum du Pacifique aux Fidji, Oscar Temaru critique l'État français pour sa gestion des blocages dans Papeete lors de manifestations de syndicalistes en grève. Il demande l'inscription de la Polynésie sur la liste des pays à décoloniser. Le ministre de la Santé, Pia Hiro, démissionne en novembre après qu'Oscar Temaru s'en est pris aux médecins.
En décembre, le budget 2006 est adopté par 29 voix. Deux jours plus tard, une motion de censure est déposée contre le gouvernement. Malgré l’absence des représentants de l’UPLD et du gouvernement, le quorum est réuni par la présence de 29 représentants dans l'hémicycle. La motion de censure est rapidement mise au vote et adoptée par 29 voix. La date de l’élection du nouveau président de la Polynésie française est fixée au jeudi 21 décembre. Ce jour-là, faute de quorum, l'élection du président de la Polynésie est reportée au 26 décembre. Et le lendemain de Noël, Gaston Tong Sang est élu président de la Polynésie française, au second tour du scrutin, par 31 voix contre 26 à Oscar Temaru (27 contre 26 au premier tour).

#### 2007-2008: troisième mandat puis président de l'Assemblée
Il se représente en septembre 2007 et est élu, pour la troisième fois, président de la Polynésie française, jeudi 13 septembre 2007 par 27 voix contre 17, face à l'autonomiste Édouard Fritch. Le 23 février 2008, la nouvelle Assemblée élit Gaston Flosse au poste de président de la Polynésie française. Le 29 février, Temaru est élu président de l'Assemblée de la Polynésie française avec 28 voix contre 27 pour le candidat de To Tatou Ai'a. 
Les indépendantistes de l'UPLD et les autonomistes de Tahoera'a sont réunis dans un groupe commun : l'UDSP (union pour le développement, la stabilité et la paix), qui comporte initialement 29 élus puis 27 à partir d'avril 2008. Si ce groupe perd la majorité au profit de To Tatou Ai'a, Gaston Tong Sang succédant une nouvelle fois à Flosse à la présidence de la Polynésie française, dès le 15 avril 2008, l'union « orange (Tahoera'a) - bleue (Tavini) » retrouve le pouvoir à la suite du ralliement des trois élus du Rautahi, parti dissident du Tahoera'a fondé en 2005 et jusque là membre de To Tatou Ai'a, bientôt rejoints par les deux élus (eux aussi ex-To Tatou Ai'a) du Tiatau Mouvement citoyen de Béatrice Vernaudon et la non-inscrite démissionnaire du Tahoera'a Armelle Merceron, ces six membres fondant un nouveau groupe à l'Assemblée sous le nom de « Ia Ora Te Fenua », qui se positionne au centre, le 11 février 2009. Une motion de censure est déposée contre le gouvernement Gaston Tong Sang qui démissionne dès le 7 février pour la court-circuiter.

#### 2009: quatrième mandat
Si le groupe UDSP est dissous avec la création d'un groupe UPLD, 18 membres, et un autre Tahoera'a, 9 élus, ceux-ci restent unis, avec le Ia Ora Te Fenua, dans un accord de majorité. 
Finalement, lors de l'élection du nouveau président le 11 février 2009, quatre candidats s'affrontent au premier tour : Oscar Temaru pour l'UPLD, Gaston Tong Sang pour To Tatou Ai'a, Édouard Fritch pour le parti orange et la non-inscrite Sandra Levy-Agami comme seule représentante du Te Mana Toa et pour pouvoir bénéficier du temps de parole de l'élection. Temaru obtient 24 voix, soit les 18 de l'UPLD et les 6 du Ia Ora Te Fenua, Tong Sang 20, 12 des 15 membres restants du groupe To Tatou Ai'a et les 8 du groupe des « îliens » du Te Mana o te Mau Motu, Fritch 12, à savoir les 9 du Tahoera'a et 3 issus du groupe To Tatou Ai'a, à savoir Heifara Izal de l'Ai'a Api et les 2 représentants qui avaient quitté l'UPLD en avril 2008 pour rejoindre le camp Tong Sang et Levy-Agami une voix qui est la sienne. 
Au second tour, Oscar Temaru est élu président de la Polynésie française pour la quatrième fois en cinq ans, avec 37 voix contre 20 à Gaston Tong Sang qui seul s'était maintenu contre lui. Temaru a alors fait le plein des voix obtenu par tous les autres candidats du premier tour qui se sont désistés en sa faveur. À la suite d'une série de tensions en mars 2009 entre Gaston Flosse et Oscar Temaru, ce dernier se rapproche de Gaston Tong Sang et du To Tatou Ai'a à partir du 3 avril 2009. Rapidement, les dix élus Tahoeraa huiraatira rejoignent l'opposition, les deux anciens dissidents UPLD d'avril 2008, Justine Teura et Michel Yip, décident quant-à-eux le 7 avril de quitter le groupe Tahoeraa pour rejoindre leur famille politique d'origine et rester dans la majorité. Toutefois, cinq des vingt élus de l'UPLD ne votent pas pour le candidat de la nouvelle majorité à la présidence de l'Assemblée, Philip Schyle de To Tatou Ai'a, obtient 40 voix, soit 15 UPLD, les 19 de son propre groupe et les 6 Ia ora Te Fenua : un absent, deux bulletins blancs et deux votent pour le président sortant et candidat du Tahoeraa huiraatira, Édouard Fritch. 
Quoi qu'il en soit, la nouvelle majorité soutenant Temaru est constituée de 45 élus sur 57 à l'Assemblée de la Polynésie française, soit 20 UPLD, 19 To Tatou Ai'a et 6 Ia ora Te Fenua. Le gouvernement est alors remanié pour y intégrer cinq ministres To Tatou Ai'a : Tearii Alpha à l'Équipement, Nicolas Bertholon à la Santé, Sylviane Terooatea au développement des Archipels, Joseph Kaiha à l'Artisanat et au Patrimoine culturel et Moehau Teriitahi aux Transports, sur ses 17 membres, tandis que deux ministres du Tahoeraa refusent de démissionner de l'exécutif et sont donc suspendus de leur parti (Teva Rohfritsch et Frédéric Riveta). 
Malgré cette alliance obligée avec des autonomistes, il adopte à nouveau un ton profondément indépendantiste, notamment lors de son discours d'ouverture aux  États généraux de Polynésie française le 16 juin 2009, dans lequel il déclare : « Si vous me demandez quel est le cap, quelle est la direction de ces États généraux, je vais vous parler d’indépendance. [...] Si nous n’aspirons pas à une pleine autonomie, à une souveraineté, à une indépendance, quel progrès pourrions-nous réaliser ? On ne peut avancer en sautillant sur place. [...] Tibet, Kanaky, Palestine, Maohi Nui, il est du devoir des grandes nations d’accompagner ces peuples vers leur dignité et leur liberté ». Et le 26 septembre, lors de la présentation du bilan de ces mêmes états généraux, il présente leurs conclusions de « processus de néo-colonisation » et « estime que nous devrions connaître la décolonisation promise par tous les pays colonisateurs ».    
Du 29 juin au 30 juillet 2009, il fait un séjour prolongé d'un mois à Paris notamment pour y subir une opération chirurgicale de traitement d'une HBP (cancer de la prostate bénin), ainsi que des soins liés à cette dernière et à un problème de colopathie. 
Il est victime de sa quatrième motion de censure, la neuvième en tout depuis 2004, le 24 septembre 2009, par une alliance autonomiste entre To Tatou Ai'a et le Tahoera'a, soit 29 représentants sur 57, favorisée par les déclarations indépendantistes de Temaru, un conflit entre l'UPLD et son allié du moment To Tatou Ai'a sur le budget 2010, notamment sur la création d'une Taxe intérieure de solidarité voulue par le premier mais farouchement combattue par le second et les ennuis judiciaires de Gaston Flosse qui ont entraîné son remplacement à la tête du parti orange par Édouard Fritch avec qui Gaston Tong Sang entretient des relations moins conflictuelles. Ce dernier le remplace alors comme président de la Polynésie française.  
Le vendredi 9 avril 2010, Oscar Temaru est élu président de l'Assemblée de la Polynésie française, en battant, au 3e tour de scrutin, Jean-Christophe Bouissou, dirigeant du groupe parlementaire Ia Ora te Fenua par 30 voix contre 20.

#### 2011-2013: cinquième mandat

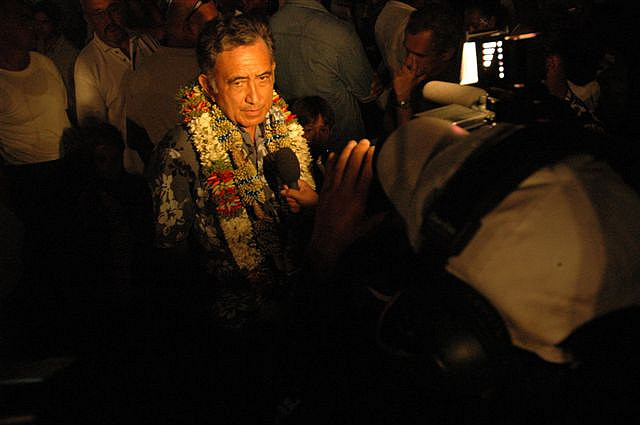
Oscar Temaru, en 2011.

Le 1er avril 2011, Temaru réunit 29 voix pour la motion de censure contre Gaston Tong Sang. Il succède à ce dernier et forme le 13e gouvernement depuis 2004. Il milite tout particulièrement lors de ce nouveau mandat en faveur de la réinscription de la Polynésie française sur la liste des territoires non autonomes des Nations unies. Il obtient à ce sujet le soutien de l'Assemblée de la Polynésie française, non seulement de la totalité des 30 élus de l'UPLD et de Te Mana o te Mau Motu, mais aussi de l'ex-Tahoeraa Heifara Izal.
Dans ce but, il multiplie les voyages tant dans la région Pacifique qu'à New York. Il demande le soutien du Forum des îles du Pacifique lors de deux sommets annuels successifs des dirigeants des États membres de cette organisation régionale, mais essuie deux refus. Tout d'abord, à Auckland en Nouvelle-Zélande le 8 septembre 2011, les délégués du Forum concluent par la formule suivante : « Les dirigeants encouragent la Polynésie et la France pour qu’elles recherchent un consensus sur la façon de mettre en œuvre le droit de la Polynésie à l’autodétermination », refusant donc de prendre parti sur la question. L'Australie et la Nouvelle-Zélande ont notamment officiellement pris position contre cette réinscription, en accord avec le gouvernement français qui avait alors dépêcher - pour participer au dialogue post-Forum - son ministre des affaires étrangères Alain Juppé. La deuxième fois, aux îles Cook en septembre 2012, le Forum renouvelle cette même position. 
Il se rend également à New York, notamment pour obtenir le soutien du mouvement des non-alignés le 16 janvier 2013. Le projet de résolution demandant la réinscription est déposé au secrétariat des Nations unies le 7 février 2013, sous le parrainage des îles Salomon, Nauru et Tuvalu, mais est ensuite remanié en mars 2013 en faisant disparaître du texte la mention à la réinscription sur la liste des territoires non autonomes ainsi que la nécessité pour la France de contractualiser avec la Polynésie française un processus d'autodétermination par un accord. Ces deux dispositions enlevées, la nouvelle version se contente de prier « le Gouvernement français d’intensifier son dialogue avec la Polynésie française afin de faciliter et d’accélérer la mise en place d’un processus équitable et effectif d’autodétermination ». Et alors que le vote du texte devait avoir lieu le 28 mars 2013, il n'est pas inscrit pour cette date à l'ordre du jour et est repoussé à une date indéterminée.
Lors de l'élection présidentielle française de 2012, Oscar Temaru s'engage, comme en 2007 avec Ségolène Royal, pour le candidat du Parti socialiste, François Hollande. Celui-ci, dans un entretien accordé durant la campagne du premier tour en avril 2012, affirme être en désaccord avec Oscar Temaru au sujet de « l’inscription de la Polynésie française sur la liste de l’ONU des pays à décoloniser ». 
Lors des élections « territoriales » d'avril et mai 2013, il apparaît comme partant avec un désavantage face à son traditionnel adversaire Gaston Flosse qui fait au contraire de nouveau figure de favori malgré ses condamnations judiciaires, desquelles il a fait appel ou s'est pourvu en cassation. Au premier tour le 21 avril, sa liste UPLD arrive deuxième avec 24,09 % des suffrages exprimés, loin derrière les 40,16 % du Tahoeraa Huiraatira. Les analystes et médias locaux comme nationaux y voient notamment une sanction à l'égard de Temaru et de sa campagne du premier tour, lors de laquelle il a continué à mettre l'accent sur la réinscription alors que les thématiques sociales et économiques, dans un archipel marqué par un taux de chômage de 20 à 30 % de la population active, apparaissaient plus prioritaires pour la population. 
Il change de tactique pour le second tour, se concentrant désormais sur les attaques contre Gaston Flosse, son parti et son programme, et menant une active campagne de terrain afin de mobiliser les abstentionnistes de son électorat, notamment dans les quartiers de son fief de Faaa où la participation avait été plus faible qu'en 2008. Au second tour, il augmente son score mais reste loin de la liste de Gaston Flosse, avec respectivement 29,26 % et 45,11 % des suffrages. Une réforme de la loi électorale ayant été adoptée en 2011 afin de mettre fin à l'instabilité institutionnelle connue depuis 2004, une prime de 19 sièges est désormais accordée à la liste arrivée en tête, ce qui fait que l'UPLD retombe à seulement 11 conseillers sur 57 à l'Assemblée de la Polynésie française, contre une très forte majorité de 38 élus pour le Tahoeraa Huiraatira, le nouveau parti autonomiste A Ti'a Porinetia, troisième force de ce scrutin avec 19,92 % des voix au premier tour et 25,63 % au second, obtenant pour sa part les 8 sièges restants.
Avec plus de deux ans en fonction, il s'agit du plus long de ses mandats à la présidence de la Polynésie, et du plus long gouvernement qu'ait connu la Polynésie française durant la période d'instabilité institutionnelle qu'elle a connue entre 2004 et 2013.

## Après la Présidence
En 2014, Temaru dénonce le coût selon lui exorbitant du dernier projet de construction de casino de Mahana Beach soutenu par le président de la Polynésie française Gaston Flosse ainsi que l'enrichissement personnel dont Flosse aurait bénéficié pour ce projet. Ces affirmations entraînent une plainte en diffamation de la part de Flosse.
Le 5 septembre 2014, il n'est pas candidat à l'élection d'un nouveau président de la Polynésie, organisée à l'Assemblée à la suite de la démission de Gaston Flosse. Face à Édouard Fritch, le Tavini huiraatira a pour candidat Richard Tuheiava. L'élection est remportée par Édouard Fritch, qui est élu président de la Polynésie française avec 46 voix en sa faveur. 
Le 1er avril 2016, il annonce qu'il est candidat à l'élection présidentielle française de 2017. Le 27 février 2017, il affirme avoir obtenu plus de 500 parrainages issus d'au moins 30 départements pour pouvoir se présenter officiellement. Le Conseil constitutionnel comptera finalement 109 parrainages validés.